# Bamboo Blade
Bamboo Blade (яп. バンブーブレード Банбу: Бурэ:до, Бамбуковый клинок) — манга, придуманная Масахиро Тоцука и проиллюстрированная Агури Игараси. Издавалась в сэйнэн-журнале Young Gangan с 3 декабря 2004 по 3 сентября 2010 года. Продолжает выходить манга Bamboo Blade B. Аниме-адаптация манги, созданная AIC A.S.T.A, демонстрировалась в Японии между 2 октября 2007 года и 2 апреля 2008 года на канале TV Tokyo.

## Сюжет
Сюжет повествует о Торадзи Исиде, неудачнике-инструкторе кэндо. Его вызывает на состязание другой инструктор кэндо. По условию, Торадзи должен собрать и натренировать пятерых девушек для участия в соревновании.

## Персонажи
Торадзи Исида (яп. 石田 虎侍 Исида Торадзи) — Также известен как «Кодзиро». Инструктор в клубе кэндо, и также учитель политологии и экономики в старшей школе Муроэ. У него вечно нет денег и живёт он от зарплаты до зарплаты, часто принимая подачки в виде еды от своих учеников.
Сэйю: Кацуюки Кониси
Тамаки Кавадзоэ (яп. 川添 珠姫 Кавадзоэ Тамаки) — ученица первого класса старшей школы. Очень талантлива в кэндо. Живёт в додзё кэндо, возглавляемом её отцом. Увлекается аниме и токусацу-сериалами, особенно помешана на историях о героях, сражающихся за справедливость и защищающих слабых.
Сэйю: Рё Хирохаси
Кирино Тиба (яп. 千葉 紀梨乃 Тиба Кирино) — ученица второго года старшей школы и капитан клуба кэндо. Энергичная девушка. Мечтает об участии команды в национальных соревнованиях. К своей должности капитана относится очень ответственно, например, разрабатывает программу усиленных тренировок для членов клуба.
Сэйю: Мэгуми Тоёгути
Мияко Миядзаки (яп. 宮崎 都 Миядзаки Мияко) — ученица первого года старшей школы. Её прозвищем является «Мия-Мия». Она представляется как милая и дружелюбная девочка и, к удивлению героев, девушка Дандзюро. На самом же деле, она довольно тёмная личность и имеет склонность к садизму, но прячет эти свои черты, чтобы оставаться с Дандзюро.
Сэйю: Хоко Кувасима
Саяко Кувахара (яп. 桑原 鞘子 Кувахара Саяко) — ученица второго года старшей школы. Часто меняет свои интересы и бросает дела, если не может добиться результатов сразу же. Она училась вместе с Кирино с начальной школы. Так как не могла победить Кирино в кэндо, пыталась бросить клуб.
Сэйю: Сатико Кодзима
Сатори Адзума (яп. 東 聡莉 Адзума Сатори) — ученица первого года старшей школы. Пятая и последняя девочка в команде клуба кэндо. Она очень талантлива в бою на мечах. Только Тамаки превосходит её по умению. В то же время у неё ужасные отметки по всем предметам, поэтому в старшей школе она не хотела посещать никакие клубы, а только учиться.
Сэйю: Рина Сато
Юдзи Наката (яп. 中田 勇次 Наката Юдзи) — ученик первого года старшей школы. В средней школе он был членом клуба кэндо, поэтому присоединился к этому клубу и в старших классах. На соревнованиях префектуры занимал восьмое место. У него довольно высокие оценки в школе, так как он занял четвёртое место на региональных экзаменах.
Сэйю: Дайсукэ Сакагути
Дандзюро Эйга (яп. 栄花 段十朗 Эйга Дандзю:ро:) — Обычно к нему обращаются «Дан-кун». Дандзюро — ученик первого года старшей школы. Он довольно тучный. Изначально хотел посещать клуб пинг-понга, но в школе не оказалось такого клуба, поэтому вступил вместе с Юдзи в клуб кэндо. Он поразил всех, когда привёл свою красивую девушку Мияко в клуб.
Сэйю: Акира Исида

## Список серий аниме
| № серии | Название | Трансляция в Японии |
| ------- | --- | ------------------- |
| 1       | The Bamboo Broom and The Comrade of Justice «Takebōki to Seigi no Mikata» (竹ぼうきと正義の味方)                            | 2 октября 2007      |
| 2       | Blade Braver and Bento «Burēdo Bureibā to Obentō» (ブレードブレイバーとお弁当)                                              | 9 октября 2007      |
| 3       | Black and Blue «Burakku to Burū» (ブラックとブルー)                                                                         | 16 октября 2007     |
| 4       | Pink and Blue «Pinku to Burū» (ピンクとブルー)                                                                              | 2 октября 2007      |
| 5       | Muroe High and Machido High «Muroe Kō to Machido Kō» (室江高と町戸高)                                                       | 30 октября 2007     |
| 6       | Tamaki Kawazoe and the Belated Braver «Kawazoe Tamaki to Chikoku no Bureiba» (川添珠姫と遅刻の武礼葉)                       | 6 ноября 2007       |
| 7       | Sushi and Menchikatsu «Sushi to Menchikatsu» (寿司とメンチカツ)                                                             | 13 ноября 2007      |
| 8       | Tama-chan and the Part-time Job «Tama-chan to Arubaito» (タマちゃんとアルバイト)                                            | 20 ноября 2007      |
| 9       | Kōjiro and the Turning Point of Fate «Kojirō to Unmei no Bunkiten» (コジローと運命の分岐点)                                 | 27 ноября 2007      |
| 10      | The Melancholy of Miyazaki Miyako and The First Tournament «Miyazaki Miyako no Yūutsu to Hajitaikai» (宮崎都の憂鬱と初大会) | 4 декабря 2007      |
| 11      | Animation and Dream «Animeeshon to Doriimu» (アニメーションとドリーム)                                                      | 11 декабря 2007     |
| 12      | Azuma's Circumstances and Mei's Circumstances «Azuma no Jijō to Mei no Jijō» (東の事情とメイの事情)                         | 18 декабря 2007     |
| 13      | Teachers and Pupils «Senseitachi to Seitotachi» (先生たちと生徒たち)                                                        | 25 декабря 2007     |
| 14      | Satorin’s Determination and Mogyu Mogyu «Satorin no Ketsui to Mogyumogyu» (さとりんの決意ともぎゅもぎゅ)                    | 9 января 2008       |
| 15      | First Training Camp and First Bath House «Hatsugasshuku to Hatsusentō» (初合宿と初銭湯)                                     | 16 января 2008      |
| 16      | Kirino’s Absence and the Preliminary Tournament «Kirino no Kesseki to Yosen Taikai» (キリノの欠席と予選大会)                | 23 января 2008      |
| 17      | Light and Shadow «Hikari to Kage» (光と陰)                                                                                  | 30 января 2008      |
| 18      | The Tournament and the Subsequent Muroe High «Taikai to Sonogo no Muroe Kou» (大会とその後の室江高)                         | 6 февраля 2008      |
| 19      | Armadillo and Pangolin «Arumajiro to Senzankou» (アルマジロとセンザンコウ)                                                  | 13 февраля 2008     |
| 20      | Braver and Shinaider «BUREIBAA to SHINAIDAA» (ブレイバーとシナイダー)                                                       | 20 февраля 2008     |
| 21      | Kawazoe Tamaki and Suzuki Rin «Kawazoe Tamaki to Suzuki Rin» (川添珠姫と鈴木凛)                                             | 27 февраля 2008     |
| 22      | Loser and Winner «Haisha to Shousha» (敗者と勝者)                                                                           | 5 марта 2008        |
| 23      | Lie and Silence «Uso to Chinmoku» (嘘と沈黙)                                                                                | 12 марта 2008       |
| 24      | Sword and Way «Ken to Michi» (剣と道)                                                                                       | 19 марта 2008       |
| 25      | Kendo and The Thing It Brings About «Kendou to sore ga motarasumono» (剣道とそれがもたらすもの)                             | 26 марта 2008       |
| 26      | "After That" and "After This" «"Sorekara" to "korekara"» ("それから"と"これから")                                           | 2 апреля 2008       |